# Brigate Abu Ali Mustafa
Le Brigate Abū ʿAlī Muṣṭafā (in arabo كتائب ابو علي مصطفى‎?, Katāʾib Abū ʿAlī Muṣṭafā) sono il braccio armato dell'organizzazione Fronte Popolare per la Liberazione della Palestina (FPLP) nei Territori occupati (Cisgiordania, Striscia di Gaza e Gerusalemme Est).

## Storia
Le Brigate debbono il loro nome ad Abu Ali Mustafa, il leader del FPLP assassinato da Israele nell'agosto del 2001. Sono state attive conducendo attacchi a obiettivi civili e militari israeliani nel corso della cosiddetta Intifada al-Aqsa (Seconda Intifada).
Il 16 luglio del 2007, il Presidente dell'Autorità Nazionale Palestinese Mahmūd Abbās ha chiesto a tutti i gruppi di resistenza palestinese di consegnare le proprie armi all'ANP stessa. Malgrado numerosi componenti armati di al-Fath - le Brigate dei Martiri di al-Aqsa - abbiano accondisceso, le Brigate Abū ʿAlī Muṣṭafā hanno respinto la richiesta, affermando che esse non avrebbero interrotto la loro resistenza fin quando Israele non avesse cessato la sua occupazione di ogni parte della Cisgiordania e della Striscia di Gaza.
Resoconti regolari in inglese delle attività delle Brigate Abū ʿAlī Muṣṭafā sono consultabili sui siti web del FPLP.

## Attacchi effettuati dalle Brigate
Le Brigate Abū ʿAlī Muṣṭafā del Fronte Popolare per la Liberazione della Palestina] hanno portato a segno attacchi contro obiettivi civili e militari israeliani. Fra essi si ricordano:
- L'uccisione di Meir Lixenberg, consigliere e capo della sicurezza in quattro insediamenti israeliani,[1] che fu colpito mentre viaggiava sulla sua autovettura in Cisgiordania il 7 agosto 2001.
- L'assassinio il 17 ottobre 2001 del politico della destra israeliana, nonché ministro del Turismo, Rehavam Zeevi, il solo politico israeliano ad essere stato ucciso nel corso della Intifada al-Aqsa.
- L'attacco suicida in una pizzeria di Karnei Shomron in Cisgiordania, il 16 febbraio 2002, in cui morirono tre israeliani.
- L'attacco suicida ad Ariel il 7 marzo 2002, che procurò feriti ma nessun morto.
- L'Attacco suicida del mercato di Netanya, in Israele, il 19 maggio 2002, che uccise tre israeliani. Questo attacco fu rivendicato anche da Hamas, ma le Brigate Abū ʿAlī Muṣṭafā hanno identificato sul loro sito web l'autore dell'attacco come uno dei loro membri.
- L'attacco suicida alla stazione degli autobus all'incrocio di Geha, a Petah Tiqwa, che uccise il 23 dicembre 2003 quattro israeliani.[2]
- L'attacco suicida a Bikat Hayerden il 22 maggio 2004, che non produsse feriti o morti.[3]
- L'attacco suicida al mercato del Carmelo, a Tel Aviv, il 1º novembre 2004, che uccise 3 israeliani.[4]